# Dél-Korea–Japán tenger alatti alagút
A Dél-Korea–Japán tenger alatti alagút egy tervezett tenger alatti alagút Dél-Korea és Japán között. Az alagút tenger alatti része háromszor lenne hosszabb, mint a már megépült európai csalagút. A két ország szárazföldje közt a legrövidebb távolság 128 km. A tervezett alagút kb. 200 km hosszú lenne. Építésétől az országok kereskedelmének további bővülését várják. Naponta a két ország között 20 000 ember utazik.
A terv már 1917-ben is felmerült, de politikai és gazdasági okokból még nem kezdődött meg az építkezés. Jelenleg egy bizottság, Hu Mundo vezetésével, vizsgálta a megvalósíthatóságot.
A 2011. márciusi nagy tóhokui földrengés és cunami, a 2020-as és 2022-es Covid19-pandémia, valamint a korábbi japán miniszterelnök, Abe Sinzó 2022 júliusában történt meggyilkolása óta azonban az alagút egyik legnagyobb támogatója, az Egyesítő Egyház hatalmas bírálatokkal szembesült Japánban, amiért manipulatív és kényszerítő taktikával gyűjtött adományokat a japán hívőktől. Ennek következtében Japánban megnőtt a közvélemény haragja az alagút ellen.

## Technikai problémák
Az alagút műszakilag kivitelezhető, de a költségei hatalmasak lennének. A vasúti szállítás kb. 30%-kal lenne alacsonyabb a jelenlegi tengeri szállításnál, továbbá független az időjárástól. Segítségével Japán vasúti kapcsolatba kerülne az ázsiai kontinenssel, Oroszországgal, Kínával és egész Európával. Problémát jelent azonban, hogy Japánban a vasúti nyomtáv 1067 mm. Egyedül a Sinkanszen hálózat 1435 mm-es nyomtávú, azonban azon csak személyforgalom zajlik. Dél-Korea vasúti nyomtáva 1435 mm-es, azonban Oroszországban már 1520 mm-t használnak. Európa vasútjai szintén 1435 mm-esek.
Egyes vélemények szerint az alagút sose térül meg, akárcsak a Csalagút, és elsősorban Japánnak kedvezne. Más vélemények szerint az építkezés gazdasági előnyei nem fejezhetőek ki pontosan pénzben. A Csalagút is veszteséges, azonban jelentősen elősegítette az európai integrációt, munkahelyeket teremtett és csökkentette a Brit-szigetek elszigeteltségét.